# Szató Hiszato
Szató Hiszato (Szaitama, 1982. március 12. –) japán válogatott labdarúgó.
A japán válogatott tagjaként részt vett a 2007-es Ázsia-kupán.

## Statisztika
| Japán válogatott | Japán válogatott | Japán válogatott |
| Időszak          | Mérk.            | gól              |
| ---------------- | ---------------- | ---------------- |
| 2006             | 12               | 3                |
| 2007             | 7                | 0                |
| 2008             | 6                | 0                |
| 2009             | 3                | 1                |
| 2010             | 3                | 0                |
| Összesen         | 31               | 4                |